# Trente-septième circonscription de la Seine
La Trente-septième circonscription de la Seine est l'une des neuf circonscriptions législatives que compte le département français de la Seine, situé en région Île-de-France. Elle n'existe plus depuis Loi n° 86-1197 du 24 novembre 1986.

## Description géographique
La Trente-septième circonscription de la Seine était composée de :
- commune de Bois-Colombes
- commune d'Asnières-sur-Seine

## Description historique et politique

### Historique des députations
| Législature | Début de mandat | Fin de mandat  | Député                    | Parti politique | Observations                                                                             |
| ----------- | --------------- | -------------- | ------------------------- | --------------- | ---------------------------------------------------------------------------------------- |
| Ire         | 9 décembre 1958 | 9 février 1959 | Michel Maurice-Bokanowski | UNR             | Mandat écourté à la suite d'une dissolution parlementaire décidée par Charles de Gaulle. |
| Ire         | 9 février 1959  | 9 octobre 1962 | Jacques Sanglier          |                 | Mandat écourté à la suite d'une dissolution parlementaire décidée par Charles de Gaulle. |
| IIe         | 6 décembre 1962 | 7 janvier 1963 | Michel Maurice-Bokanowski | UNR-UDT         |                                                                                          |
| IIe         | 7 janvier 1963  | 2 avril 1967   | Émile Tricon              |                 |                                                                                          |

## Historique des élections

### Élections de 1958
| Candidat       | Candidat                      | Parti          | Premier tour | Premier tour | Second tour | Second tour |  |
| Candidat       | Candidat                      | Parti          | Voix         | %            | Voix        | %           |  |
| -------------- | ----------------------------- | -------------- | ------------ | ------------ | ----------- | ----------- |  |
|                | Michel Maurice-Bokanowski élu | UNR            | 20 436       | 36,77        | 37 460      | 71,3        |  |
|                | Renée Dervaux                 | PCF            | 12 234       | 22,01        | 15 082      | 28,7        |  |
|                | Jean Huet                     | SFIO           | 10 841       | 19,51        | Retrait     | Retrait     |  |
|                | André Gatefait                | CNIP           | 5 283        | 9,51         | Retrait     | Retrait     |  |
|                | Robert Roux                   | CR             | 4 106        | 7,39         | Retrait     | Retrait     |  |
|                | Auguste Huntzinger            | MRP            | 2 679        | 4,82         |             |             |  |
|                |                               |                |              |              |             |             |  |
| Inscrits       | Inscrits                      | Inscrits       | 69 967       | 100,00       | 69 972      | 100,00      |  |
| Abstentions    | Abstentions                   | Abstentions    | 13 131       | 18,77        | 15 541      | 22,21       |  |
| Votants        | Votants                       | Votants        | 56 836       | 81,23        | 54 431      | 77,79       |  |
| Blancs et nuls | Blancs et nuls                | Blancs et nuls | 1 257        | 2,21         | 1 889       | 3,47        |  |
| Exprimés       | Exprimés                      | Exprimés       | 55 579       | 97,79        | 52 542      | 96,53       |  |

Le suppléant de Michel Maurice-Bokanowski était Jacques Sanglier. Jacques Sanglier remplaça Michel Maurice-Bokanowski, nommé membre du gouvernement, du 9 février 1959 au 9 octobre 1962.

### Élections de 1962
|                | Michel Maurice-Bokanowski sortant réélu | UNR-UDT        | 25 550 | 52,53  |  |  |  |
|                | Claude Denis                            | PCF            | 10 883 | 22,38  |  |  |  |
|                | Jean Huet                               | SFIO           | 7 143  | 14,69  |  |  |  |
|                | Jean-Louis Martin                       | CNIP           | 5 063  | 10,41  |  |  |  |
|                |                                         |                |        |        |  |  |  |
| Inscrits       | Inscrits                                | Inscrits       | 68 523 | 100,00 |  |  |  |
| Abstentions    | Abstentions                             | Abstentions    | 19 088 | 27,86  |  |  |  |
| Votants        | Votants                                 | Votants        | 49 435 | 72,14  |  |  |  |
| Blancs et nuls | Blancs et nuls                          | Blancs et nuls | 796    | 1,61   |  |  |  |
| Exprimés       | Exprimés                                | Exprimés       | 48 639 | 98,39  |  |  |  |

Le suppléant de Michel Maurice-Bokanowski était Émile Tricon. Émile Tricon remplaça Michel Maurice-Bokanowski, nommé membre du gouvernement, du 7 janvier 1963 au 2 avril 1967.